# Robert Stillmark
Robert Stillmark (3 kwietnia 1909 w Moskwie, 30 września 1985 tamże) – rosyjski pisarz.

## Życiorys
Autor egzotycznej powieści przygodowej Spadkobierca z Kalkuty, napisanej w 1951 roku w nietypowych warunkach – w łagrze sowieckim, dzięki nadzorcy Wasilewskiemu, który początkowo zamierzał wydać tę książkę pod własnym nazwiskiem.
Powieść opublikowano w Związku Radzieckim tylko raz, w Polsce były trzy wydania w latach 1970, 1986, 1995 (tłum. Zofia i Stanisław Głowiakowie). Istnieje też wydanie anglojęzyczne (Robert Shtilmark – Heir from Calcutta).
Pisarz został po pewnym czasie uwolniony, otrzymał sowite honorarium.